# جان باريت (لاعب كرة قدم أمريكية)
جان باريت (بالإنجليزية: Jean Barrett)‏ هو لاعب كرة قدم أمريكية أمريكي، ولد في 24 مايو 1951 في فورت وورث في الولايات المتحدة.

## وصلات خارجية
- جيان باريت على موقع مرجع كرة القدم المحترفة.كوم (الإنجليزية)